# (214485) Dupouy
(214485) Dupouy est un astéroïde de la ceinture principale.

## Description
(214485) Dupouy est un astéroïde de la ceinture principale. Il fut découvert le 26 octobre 2005 à Ottmarsheim par Claudine Rinner. Il présente une orbite caractérisée par un demi-grand axe de 3,14 UA, une excentricité de 0,15 et une inclinaison de 6,2° par rapport à l'écliptique.

## Compléments